# Gustav Ucicky
Gustav Ucicky (Vienna, 6 luglio 1898 – Amburgo, 27 aprile 1961) è stato un regista, direttore della fotografia e sceneggiatore austriaco.

## Biografia
Nasce a Vienna, dalla relazione tra una ragazza di diciannove anni che lavorava come domestica e modella per Gustav Klimt e quest'ultimo.
Gustav Ucicky studia all'istituto geografico militare di Vienna. Col suo amico d'infanzia Karl Hartl entra, nel 1916, negli studi Sascha Film a Vienna, dove diviene aiuto regista. Brucia le tappe durante le riprese di Sodom und Gomorrha di Michael Curtiz nel 1922. Sposa Betty Bird il 23 dicembre 1923, dalla quale divorzia nell'agosto del 1936. Dopo la morte del conte Sascha Kolowrat-Krakowsky, fondatore degli Sascha Film, ed il conseguente fallimento di questi ultimi, Ucicky si stabilisce in Germania.
A Berlino fa parte della prima ondata dei registi del cinema sonoro e la UFA lo assume nel 1929. Realizza, a fianco di Vernon Sewell, Morgenrot, primo film sulla storia di un sottomarino della prima guerra mondiale ed il suo primo grande successo Rifugiati (Flüchtlinge), sulla persecuzione dei tedeschi del Volga in Manciuria ad opera dei sovietici nel 1928; la versione francese s'intitola Au bout du Monde/Les Fugitifs, ed è diretta insieme ad Henri Chomette.
Divenuto cineasta ufficiale del Terzo Reich, Gustav Ucicky gira nel 1935 una Giovanna d'Arco di propaganda nazista: nella Pulzella d'Orléans è trasposta la figura di Adolf Hitler e nel re Carlo VII quella di Joseph Goebbels.
Ritorna a Vienna dopo l'Anschluss del 1938 e lavora per la Wien Film GmbH. Il suo film Il postiglione della steppa (dalla novella Il maestro delle poste di  Aleksandr Puškin) è premiato alla Mostra di Venezia nel 1940. L'anno seguente un film di propaganda, Heimkehr, prodotto dal suo amico Karl Hartl, in cui recitano Paula Wessely e Peter Petersen, è ancora premiato a Venezia. Questo film descrive, in modo propagandistico, la persecuzione polacca verso la minoranza tedesca, in territori divenuti polacchi, prima dello scoppio della seconda guerra mondiale.
Dopo la guerra, Ucicky non può di nuovo lavorare, a causa delle ristrettezze economiche dell'epoca, fino al 1948, una Vienna divisa in quattro zone di occupazione alleate. Il suo film Nach dem Sturm (Dopo la tempesta) riscuote un certo successo, quindi il regista torna in Germania, ove il suo film del 1954 Die Hexe (La strega) è lodato dalla critica sia nazionale sia internazionale.
Muore per un attacco di cuore nel 1961 ad Amburgo. È sepolto a Vienna.

## Riconoscimenti
- Nel 1940, alla Mostra di Venezia, il suo Il postiglione della steppa fu premiato con la Coppa Mussolini.

## Filmografia
La filmografia è completa

### Regista
- Die Pratermizzi (1927)
- Tingel Tangel (1927)
- Café Elektric (1927)
- Ein Besserer Herr (1928)
- Corazones sin rumbo (1928)
- La voce del sangue (Vererbte Triebe: Der Kampf ums neue Geschlecht) (1929)
- Der Staräfling aus Stambul (1929)
- L'immortale vagabondo (Der unsterbliche Lump), co-regia di  Joe May (1930)
- Hokuspokus (1930)
- The temporary Widow (1930)
- Alle soglie dell'impero (Das Flötenkonzert von Sans Souci) (1930)
- Spionaggio eroico (Im Geheimdienst) (1931)
- Il generale York (Yorck) (1931)
- L'uomo senza nome (Mensch Ohne Namen) (1932)
- Un homme sans nom, co-regia Roger Le Bon (1932)
- L'inferno dei mari (Morgenrot) (1933)
- I fuggiaschi (Flüchtlinge) (1933)
- Au bout du monde, co-regia Henri Chomette (1934)
- Notte di maggio (Der junge Baron Neuhaus) (1934)
- Nuit de mai, co-regia di Henri Chomette, Gustav Ucicky, Raoul Ploquin (1934)
- Giovanna d'Arco (Das Mädchen Johanna) (1935)
- L'anello tragico (Savoy-Hotel 217) (1936)
- Unter heißem Himmel (1936)
- L'orma del diavolo (Der Zerbrochene Krug) (1937)
- Wort und Tat (1938)
- Frau Sixta (1938)
- Incendio a Damasco (Aufruhr in Damaskus) (1939)
- L'amore più forte (Mutterliebe) (1939)
- Il postiglione della steppa (Der Postmeister) (1940)
- Per tutta una vita (Ein Leben lang) (1940)
- Heimkehr (1941)
- Non ti lascio più (Späte Liebe) (1943)
- Der Gebieterische Ruf (1944)
- Das Herz muß schweigen (1944)
- Am Ende der Welt (1947)
- Singende Engel  (1947)
- Nach dem Sturm (1948)
- Der Seelenbräu (1950)
- Cordula (1950)
- Bis wir uns wiedersehn (1952)
- Tragica confessione (Der Kaplan von San Lorenzo) (1953)
- Ein Leben für Do (1954)
- Die Hexe (1954)
- Due occhi azzurri (Zwei blaue Augen) (1955)
- Der Jäger von Fall (1956)
- Der Edelweißkönig (1957)
- Die Heilige und ihr Narr (1957)
- Das Mädchen vom Moorhof (1958)
- Der Priester und das Mädchen (1958)
- Das Erbe von Björndal (1960)

### Direttore della fotografia
- Die Dame mit dem schwarzen Handschuh, regia di Michael Curtiz (1919)
- Golgatha, regia di Peter Paul Felner (1920)
- Boccaccio, regia di Michael Curtiz (1920)
- Gold, regia di Peter Paul Felner (1920)
- Marquis Fun, regia di Peter Paul Felner (1920)
- Der Stern von Damaskus, regia di Michael Curtiz (1920)
- Die Gottesgeisel, regia di Michael Curtiz (1920)
- Gefesselt, regia di Peter Paul Felner (1920)
- Herzogin Satanella, regia di Michael Curtiz (1921)
- Frau Dorothys Bekenntnis, regia di Michael Curtiz (1921)
- Herzen im Sturm, regia di Peter Paul Felner (1921)
- Labyrinth des Grauens, regia di Michael Curtiz (1921)
- Narren des Liebe, regia di Peter Paul Felner (1921)
- Sodom und Gomorrha, regia di Michael Curtiz (1922)
- Der junge Medardus, regia di Michael Curtiz (1923)
- Die Lawine, regia di Michael Curtiz (1923)
- Namenlos, regia di Michael Curtiz (1923)
- Harun al Raschid, regia di Michael Curtiz (1924)
- Die Sklavenkönigin, regia di Michael Curtiz (1924)
- Das Spielzeug von Paris, regia di Michael Curtiz (1925)
- Mikoschs letztes Abenteuer, regia di Carl Wilhelm (1926)
- Fiaker Nr. 13, regia di Michael Curtiz (1926)
- Dürfen wir schweigen?, regia di Richard Oswald (1926)
- Die Dritte Eskadron, regia di Carl Wilhelm (1926)
- Der Goldene Schmetterling, regia di Michael Curtiz (1926)
- Pratermizzi, regia di Gustav Ucicky (1927)

### Sceneggiatore
- Notte di maggio (Der junge Baron Neuhaus), regia di Gustav Ucicky (1934)
- Nuit de mai, regia di Henri Chomette, Gustav Ucicky, Raoul Ploquin (1934)
- Singende Engel, regia di Gustav Ucicky (1947)
- Nach dem Sturm, regia di Gustav Ucicky (1948)
- Cordula, regia di Gustav Ucicky (1950)
- Die Hexe, regia di Gustav Ucicky (1954)

### Direttore casting / Produttore / Assistente fotografia
- Die Mühle von Sanssouci, regia di Siegfried Philippi e Frederic Zelnik - assistente fotografia (1926)
- Un homme sans nom, regia di Roger Le Bon e Gustav Ucicky - direttore casting (1932)
- Gestern und Heute, regia di Hans Steinhoff - produttore (1938)

### Film o documentari dove appare Gustav Ucicky
- Die UFA, regia di Hartmut Bitomsky - filmati d'archivio (1992)